# Niakongo
Niakongo är en ort i Burkina Faso.   Den ligger i regionen Boucle du Mouhoun, i den västra delen av landet, 200 km väster om huvudstaden Ouagadougou. Niakongo ligger 317 meter över havet och antalet invånare är 967.
Terrängen runt Niakongo är platt, och sluttar söderut. Närmaste större samhälle är Ouona, 18,4 km nordväst om Niakongo.
Omgivningarna runt Niakongo är en mosaik av jordbruksmark och naturlig växtlighet. Runt Niakongo är det ganska tätbefolkat, med 52 invånare per kvadratkilometer.